# 高岡郡
- 令制国一覧 > 南海道 > 土佐国 > 高岡郡
- 日本 > 四国地方 > 高知県 > 高岡郡

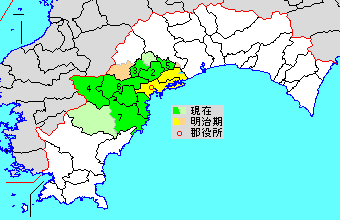
高知県高岡郡の位置（1.中土佐町 2.佐川町 3.越知町 4.檮原町 5.日高村 6.津野町 7.四万十町 薄黄：後に他郡に編入された区域 薄緑・水色：後に他郡から編入した区域）

高岡郡（たかおかぐん）は、高知県（土佐国）の郡。
人口47,534人、面積1,527.39km²、人口密度31.1人/km²。（2025年3月1日、推計人口）
以下の6町1村を含む。
- 中土佐町（なかとさちょう）
- 佐川町（さかわちょう）
- 越知町（おちちょう）
- 檮原町（ゆすはらちょう）
- 日高村（ひだかむら）
- 津野町（つのちょう）
- 四万十町（しまんとちょう）

## 郡域
1879年（明治12年）に行政区画として発足した当時の郡域は、下記の区域にあたる。
- 須崎市・中土佐町・佐川町・檮原町・日高村・津野町の全域
- 土佐市の大部分（中島を除く）
- 越知町の一部（仁淀川右岸および今成）
- 四万十町の一部（日野地、奥神ノ川、檜生原、寺野、南川口、秋丸、野地、家地川以東）
- 吾川郡いの町の一部（大内・鎌田・波川）
- 吾川郡仁淀川町の一部（仁淀川以南）

## 歴史
- 承和8年8月23日（841年9月11日） - 吾川郡の4郷をもって高岡郡を設置。

### 近世以降の沿革
- 明治初年時点で、全域が土佐高知藩領であった。「旧高旧領取調帳」に記載されている村（一部は郷）は以下の通り。（4郷70村）

高岡村、蓮池村、甲原村、北地村、大内村、鎌田村、波川村、日下村、岩目地村、九頭村、入沢村、能津村、黒岩村、佐川村、永野村、斗賀野村、尾川村、三野村、越知村、分徳村、庄田村、瑞応村、八幡村、加茂村、別府山村、谷地村、新居村、用石村、塚地村、波介村、出間村、岩戸村、戸波村、奥浦東分村、奥浦西分村、浦ノ内村、宇佐村、福島村、井ノ尻村、竜村、吾井ノ郷村、桑田山村、多之郷村、上分村、下郷村、下分村、須崎村、池ノ内村、押岡村、神田村、土崎村、勢井村、大谷村、久通村、野見村、安和村、久礼村、上ノ加江村、志和村、与津村、半山郷、船戸村、檮原村、初瀬村、四万川村、越知面村、中平村、松原村、芳生野村、北川村、大野見郷、米ノ川村、仁井田郷、窪川郷
- 明治4年7月14日（1871年8月29日） - 廃藩置県により高知県の管轄となる。
- 明治初年（4郷67村）
  - 分徳村が越知村に、勢井村が大谷村にそれぞれ合併。
  - 八幡村が庄田村の小村となったとみられる。
- 明治8年（1875年） - 三野村が佐川村に合併。（4郷66村）
- 明治9年（1876年） - 米ノ川村が分割し、一部（小村作屋村）が作屋村、一部（小村桑ノ股村・栗ノ木村・中津川村）が中津川村、（本村・小村川奥村）が米奥村となる。（4郷68村）
- 明治12年（1879年）1月4日[5] - 郡区町村編制法の高知県での施行により行政区画としての高岡郡が発足。郡役所が須崎村に設置。
- 明治14年 - 岩目地村・九頭村・入沢村が合併して竜田村となる[6]。（4郷66村）

### 町村制以降の沿革

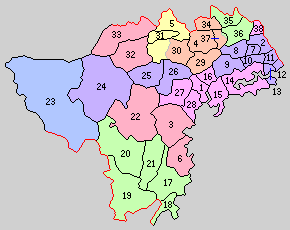
1.須崎町 2.高岡村 3.久礼村 4.佐川村 5.越知村 6.上ノ加江村 7.蓮池村 8.北原村 9.戸波村 10.波介村 11.高石村 12.新居村 13.宇佐村 14.浦ノ内村 15.多ノ郷村 16.吾桑村 17.東又村 18.与津村 19.窪川村 20.松葉川村 21.仁井田村 22.大野見村 23.西津野村 24.東津野村 25.上半山村 26.下半山村 27.上分村 28.新荘村 29.斗賀野村 30.尾川村 31.大桐村 32.長者村 33.別府村 34.黒岩村 35.能津村 36.加茂村 37.日下村 38.川内村（右紫：土佐市 下桃：須崎市 下赤：中土佐町 橙：佐川町 黄：越知町 青：檮原町 上緑：日高村 左紫：津野町 下緑：四万十町 上桃：吾川郡いの町 上赤：吾川郡仁淀川町）

- 明治22年（1889年）4月1日 - 町村制の施行により、以下の町村が発足。（1町37村）
  - 須崎町 ← 須崎村、池ノ内村（現・須崎市）
  - 高岡村（単独村制。現・土佐市）
  - 久礼村（単独村制。現・中土佐町）
  - 佐川村（単独村制。現・佐川町）
  - 越知村 ← 別府山村［野老山村］、越知村（現・越知町）
  - 上ノ加江村 ← 上ノ加江村、仁井田郷［矢井賀村[7]］（現・中土佐町）
  - 蓮池村（単独村制。現・土佐市）
  - 北原村 ← 北地村、甲原村、谷地村（現・土佐市）
  - 戸波村 ← 戸波村《枝郷家俊村・鷹ノ巣村・市野々村・永野村・積善寺村・宮ノ内村・鴨地村[8]・戸波村・浅井村・太郎丸村》（現・土佐市）
  - 波介村 ← 波介村、出間村、岩戸村（現・土佐市）
  - 高石村 ← 用石村、塚地村、吾川郡中島村（現・土佐市）
  - 新居村（単独村制。現・土佐市）
  - 宇佐村 ← 宇佐村、福島村、井ノ尻村、渭浜村、竜村（現・土佐市）
  - 浦ノ内村 ← 浦ノ内村、奥浦東分村、奥浦西分村（現・須崎市）
  - 多ノ郷村 ← 多之郷村、神田村、押岡村、土崎村、野見村、大谷村、久通村（現・須崎市）
  - 吾桑村 ← 吾井ノ郷村、桑田山村（現・須崎市）
  - 東又村 ← 仁井田郷［黒石村[9]・志和峰村・飯ノ川村・弘見村・新在家村・平野村・道徳村・奈路村・数神村[10]・藤ノ川村・八千数村・与津地村・親我内村・本堂村・志和村・小弦津村・大弦津村］、窪川郷［中ノ越村の小村向川村］（現・四万十町）
  - 与津村（単独村制。現・四万十町）
  - 窪川村 ← 窪川郷［窪川村・口神ノ川村・中神ノ川村・奥神ノ川村・檜生原村・東川津野村[11]・西川津野村・大奈路村・根々崎村・宮内村・根元原村・神西村・大向村・若井川村・若井村・川口村・秋丸村・家地川村・野地村・仕出原村・寺野村・見付村・大井野村・西原村・金上野村・天ノ川村・峰ノ上村・高野村］（現・四万十町）
  - 松葉川村 ← 仁井田郷［七里村[12]・勝賀野村・川ノ内村・北ノ川村・市生原村・壱斗俵村、勝賀野村の小村中村］、大野見郷［秋丸村、三ツ又村の小村日野地村］、中津川村、米奥村、作屋村（現・四万十町）
  - 仁井田村 ← 仁井田郷［床鍋村・影野村・奥久礼地村・下久礼地村・加江坂本村・六反地村・仁井田村[13]・小向村・平串村、平串村の小村富岡村、下久礼地村の小村魚川村］、窪川郷［中ノ越村］（現・四万十町）
  - 大野見村 ← 大野見郷［奈路村・芳野村・熊秋村・三ツ又村・槙野々村・永野村・神母野村・大又村・萩中村・下ル川村・東川村・竹原村・野老野村］（現・中土佐町）
  - 西津野村 ← 四万川村、越知面村、檮原村、初瀬村、中平村、松原村（現・檮原町）
  - 東津野村 ← 船戸村、北川村、芳生野村（現・津野町）
  - 上半山村 ← 半山郷［赤木村・杉ノ川村・白石村・大野村、大野村の小村黒川村］（現・津野町）
  - 下半山村 ← 半山郷［窪川村・貝ノ川村・三間ノ川村・姫之野村・新土居村、三間ノ川村の小村樺ノ川村・西谷村、姫之野村・大野村・窪川村の小村永野村］（現・津野町）
  - 上分村（単独村制。現・須崎市）
  - 新荘村 ← 下分村、下郷村、安和村（現・須崎市）
  - 斗賀野村 ← 斗賀野村、永野村（現・佐川町）
  - 尾川村（単独村制。現・佐川町、越知町）
  - 大桐村 ← 別府山村［枝郷大平村・切見川村］（現・越知町）
  - 長者村 ← 別府山村［枝郷長者村・泉村・大植村］（現・吾川郡仁淀川町）
  - 別府村 ← 別府山村［枝郷森村・川渡村・高瀬村・別枝村・久喜村[14]］（現・吾川郡仁淀川町）
  - 黒岩村 ← 黒岩村［枝郷黒原村・大田川村・平野村・四ツ白村・二ツ野村・中野村（現・佐川町）・柴尾村・宮地村・浅尾村・南片岡村（現・越知町）］、瑞応村、庄田村（現・佐川町）
  - 能津村（単独村制。現・日高村）
  - 加茂村 ← 加茂村、竜田村（現・日高村）
  - 日下村（単独村制。現・日高村）
  - 川内村 ← 鎌田村、大内村、波川村（現・吾川郡いの町）
  - 黒岩村の一部［枝郷今成村］が吾川郡横畠村の一部となる。
- 明治24年（1891年）4月1日 - 郡制を施行。
- 明治32年（1899年）3月1日 - 高岡村が町制施行して高岡町となる。（2町36村）
- 明治33年（1900年）
  - 1月10日 - 佐川村が町制施行して佐川町となる。（3町35村）
  - 6月7日 - 越知村が町制施行して越知町となる。（4町34村）
- 明治34年（1901年）6月2日 - 久礼村が町制施行して久礼町となる。（5町33村）
- 明治45年（1912年）7月20日 - 西津野村が改称して檮原村となる。
- 大正4年（1915年）1月1日 - 上ノ加江村が町制施行して上ノ加江町となる。（6町32村）
- 大正11年（1922年）9月1日 - 宇佐村が町制施行して宇佐町となる。（7町31村）
- 大正12年（1923年）4月1日 - 郡会が廃止。郡役所は存続。
- 大正15年（1926年）
  - 2月11日 - 窪川村が町制施行して窪川町となる。（8町30村）
  - 7月1日 - 郡役所が廃止。以降は地域区分名称となる。
- 昭和16年（1941年）1月1日 - 新荘村が須崎町に編入。（8町29村）
- 昭和17年（1942年）4月1日 - 宇佐町・新居村が合併して新宇佐町が発足。（8町28村）
- 昭和23年（1948年）
  - 4月1日 - 窪川町が幡多郡大正町の一部（折合）を編入。
  - 5月3日 - 与津村が改称して興津村となる。
- 昭和24年（1949年）4月1日 - 新宇佐町の一部（新居）が分立して新居村が発足。新宇佐町が改称して宇佐町となる。（8町29村）
- 昭和29年（1954年）
  - 3月1日 - 川内村が吾川郡伊野町・八田村・土佐郡宇治村と合併し、改めて吾川郡伊野町が発足。（8町28村）
  - 3月20日（8町24村）
    - 越知町・大桐村が吾川郡横畠村と合併し、改めて越知町が発足。
    - 佐川町・斗賀野村・尾川村・黒岩村が合併し、改めて佐川町が発足。

  - 3月31日 - 高岡町・高石村・蓮池村・北原村・波介村・戸波村が合併し、改めて高岡町が発足。（8町19村）
  - 4月15日 - 佐川町の一部（南ノ川・佐之国および峰の一部）が越知町に編入。
  - 7月20日 - 越知町が吾川郡明治村を編入。
  - 9月1日 - 別府村・長者村が合併して仁淀村が発足。（8町18村）
  - 10月1日 - 須崎町・多ノ郷村・浦ノ内村・吾桑村・上分村が合併して須崎市が発足し、郡より離脱。（7町14村）
  - 10月10日 - 佐川町の一部（山室）が越知町に編入。
  - 10月15日 - 日下村・能津村および加茂村の一部（岩目地・九頭）が合併して日高村が発足。（7町13村）
- 昭和30年（1955年）
  - 1月5日 - 窪川町・東又村・興津村・松葉川村・仁井田村が合併し、改めて窪川町が発足。（7町9村）
  - 2月10日（7町8村）
    - 日高村の一部（岩目地の一部）が佐川町に編入。
    - 加茂村が分割し、一部（加茂）が佐川町、残部（入沢）が日高村に編入。

  - 11月1日 - 仁淀村の一部（加枝・本村）が吾川郡吾川村に編入。
- 昭和31年（1956年）9月30日 - 上半山村・下半山村が合併して葉山村が発足。（7町7村）
- 昭和32年（1957年）7月1日 - 久礼町・上ノ加江町が合併して中土佐町が発足。（6町7村）
- 昭和33年（1958年）4月1日
  - 高岡町・宇佐町・新居村が合併し、改めて高岡町が発足。（5町6村）
  - 佐川町の一部（柴尾・宮地・浅尾・南片岡）が越知町に編入。
- 昭和34年（1959年）1月1日 - 高岡町が市制施行・改称して土佐市となり、郡より離脱。（4町6村）
- 昭和41年（1966年）11月3日 - 檮原村が町制施行して檮原町となる。（5町5村）
- 平成17年（2005年）
  - 2月1日 - 東津野村・葉山村が合併して津野町が発足。（6町3村）
  - 8月1日 - 仁淀村が吾川郡池川町・吾川村と合併して吾川郡仁淀川町が発足。（6町2村）
- 平成18年（2006年）
  - 1月1日 - 中土佐町・大野見村が合併し、改めて中土佐町が発足。（6町1村）
  - 3月20日 - 窪川町が幡多郡大正町・十和村と合併して四万十町が発足。（6町1村）

### 変遷表
| 明治22年以前 | 明治22年4月1日  | 明治22年 - 昭和19年                | 明治22年 - 昭和19年                | 昭和20年 - 昭和29年                      | 昭和30年 - 昭和63年                | 昭和30年 - 昭和63年                | 平成1年 - 現在                       | 現在            |
| ------------ | --------------- | ---------------------------------- | ---------------------------------- | ---------------------------------------- | ---------------------------------- | ---------------------------------- | ------------------------------------ | --------------- |
|              | 須崎町          | 須崎町                             | 須崎町                             | 昭和29年10月1日 須崎市                   | 須崎市                             | 須崎市                             | 須崎市                               | 須崎市          |
|              | 新荘村          | 昭和16年1月1日 須崎町に編入        | 昭和16年1月1日 須崎町に編入        | 昭和29年10月1日 須崎市                   | 須崎市                             | 須崎市                             | 須崎市                               | 須崎市          |
|              | 浦ノ内村        | 浦ノ内村                           | 浦ノ内村                           | 昭和29年10月1日 須崎市                   | 須崎市                             | 須崎市                             | 須崎市                               | 須崎市          |
|              | 多ノ郷村        | 多ノ郷村                           | 多ノ郷村                           | 昭和29年10月1日 須崎市                   | 須崎市                             | 須崎市                             | 須崎市                               | 須崎市          |
|              | 上分村          | 上分村                             | 上分村                             | 昭和29年10月1日 須崎市                   | 須崎市                             | 須崎市                             | 須崎市                               | 須崎市          |
|              | 吾桑村          | 吾桑村                             | 吾桑村                             | 昭和29年10月1日 須崎市                   | 須崎市                             | 須崎市                             | 須崎市                               | 須崎市          |
|              | 高岡村          | 明治32年3月1日 町制                | 明治32年3月1日 町制                | 昭和29年3月31日 高岡町                   | 昭和33年4月1日 高岡町              | 昭和34年1月1日 市制改称 土佐市     | 土佐市                               | 土佐市          |
|              | 戸波村          | 戸波村                             | 戸波村                             | 昭和29年3月31日 高岡町                   | 昭和33年4月1日 高岡町              | 昭和34年1月1日 市制改称 土佐市     | 土佐市                               | 土佐市          |
|              | 北原村          | 北原村                             | 北原村                             | 昭和29年3月31日 高岡町                   | 昭和33年4月1日 高岡町              | 昭和34年1月1日 市制改称 土佐市     | 土佐市                               | 土佐市          |
|              | 波介村          | 波介村                             | 波介村                             | 昭和29年3月31日 高岡町                   | 昭和33年4月1日 高岡町              | 昭和34年1月1日 市制改称 土佐市     | 土佐市                               | 土佐市          |
|              | 蓮池村          | 蓮池村                             | 蓮池村                             | 昭和29年3月31日 高岡町                   | 昭和33年4月1日 高岡町              | 昭和34年1月1日 市制改称 土佐市     | 土佐市                               | 土佐市          |
|              | 高石村          | 高石村                             | 高石村                             | 昭和29年3月31日 高岡町                   | 昭和33年4月1日 高岡町              | 昭和34年1月1日 市制改称 土佐市     | 土佐市                               | 土佐市          |
|              | 宇佐村          | 大正11年9月1日 町制                | 昭和17年4月1日 新宇佐町            | 昭和24年4月1日 宇佐町                    | 昭和33年4月1日 高岡町              | 昭和34年1月1日 市制改称 土佐市     | 土佐市                               | 土佐市          |
|              | 新居村          | 新居村                             | 昭和17年4月1日 新宇佐町            | 昭和24年4月1日 新居村                    | 昭和33年4月1日 高岡町              | 昭和34年1月1日 市制改称 土佐市     | 土佐市                               | 土佐市          |
|              | 久礼村          | 明治34年6月2日 町制                | 明治34年6月2日 町制                | 久礼町                                   | 昭和32年7月1日 中土佐町            | 昭和32年7月1日 中土佐町            | 平成18年1月1日 中土佐町              | 中土佐町        |
|              | 上ノ加江村      | 大正4年1月1日 町制                 | 大正4年1月1日 町制                 | 上ノ加江町                               | 昭和32年7月1日 中土佐町            | 昭和32年7月1日 中土佐町            | 平成18年1月1日 中土佐町              | 中土佐町        |
|              | 大野見村        | 大野見村                           | 大野見村                           | 大野見村                                 | 大野見村                           | 大野見村                           | 平成18年1月1日 中土佐町              | 中土佐町        |
|              | 下半山村        | 下半山村                           | 下半山村                           | 下半山村                                 | 昭和31年9月30日 葉山村             | 昭和31年9月30日 葉山村             | 平成17年2月1日 津野町                | 津野町          |
|              | 上半山村        | 上半山村                           | 上半山村                           | 上半山村                                 | 昭和31年9月30日 葉山村             | 昭和31年9月30日 葉山村             | 平成17年2月1日 津野町                | 津野町          |
|              | 東津野村        | 東津野村                           | 東津野村                           | 東津野村                                 | 東津野村                           | 東津野村                           | 平成17年2月1日 津野町                | 津野町          |
|              | 西津野村        | 明治45年7月20日 檮原村             | 明治45年7月20日 檮原村             | 檮原村                                   | 昭和41年11月3日 町制               | 昭和41年11月3日 町制               | 檮原町                               | 檮原町          |
|              | 幡多郡 十川村   | 幡多郡 十川村                      | 幡多郡 十川村                      | 幡多郡 十川村                            | 昭和32年8月1日 幡多郡 十和村       | 昭和32年8月1日 幡多郡 十和村       | 平成18年3月20日 四万十町             | 四万十町        |
|              | 幡多郡 西上山村 | 昭和3年11月10日 改称 幡多郡 昭和村 | 昭和3年11月10日 改称 幡多郡 昭和村 | 幡多郡 昭和村                            | 昭和32年8月1日 幡多郡 十和村       | 昭和32年8月1日 幡多郡 十和村       | 平成18年3月20日 四万十町             | 四万十町        |
|              | 幡多郡 東上山村 | 大正3年1月1日 改称 幡多郡 大正村   | 大正3年1月1日 改称 幡多郡 大正村   | 昭和22年8月1日 町制                      | 幡多郡 大正町                      | 幡多郡 大正町                      | 平成18年3月20日 四万十町             | 四万十町        |
|              | 幡多郡 東上山村 | 大正3年1月1日 改称 幡多郡 大正村   | 大正3年1月1日 改称 幡多郡 大正村   | 昭和23年4月1日 折合を窪川町に編入        | 昭和30年1月5日 窪川町              | 昭和30年1月5日 窪川町              | 平成18年3月20日 四万十町             | 四万十町        |
|              | 窪川村          | 大正15年2月11日 町制               | 大正15年2月11日 町制               | 窪川町                                   | 昭和30年1月5日 窪川町              | 昭和30年1月5日 窪川町              | 平成18年3月20日 四万十町             | 四万十町        |
|              | 東又村          | 東又村                             | 東又村                             | 東又村                                   | 昭和30年1月5日 窪川町              | 昭和30年1月5日 窪川町              | 平成18年3月20日 四万十町             | 四万十町        |
|              | 仁井田村        | 仁井田村                           | 仁井田村                           | 仁井田村                                 | 昭和30年1月5日 窪川町              | 昭和30年1月5日 窪川町              | 平成18年3月20日 四万十町             | 四万十町        |
|              | 松葉川村        | 松葉川村                           | 松葉川村                           | 松葉川村                                 | 昭和30年1月5日 窪川町              | 昭和30年1月5日 窪川町              | 平成18年3月20日 四万十町             | 四万十町        |
|              | 興津村          | 興津村                             | 興津村                             | 興津村                                   | 昭和30年1月5日 窪川町              | 昭和30年1月5日 窪川町              | 平成18年3月20日 四万十町             | 四万十町        |
|              | 日下村          | 日下村                             | 日下村                             | 昭和29年10月15日 日高村                  | 日高村                             | 日高村                             | 日高村                               | 日高村          |
|              | 能津村          | 能津村                             | 能津村                             | 昭和29年10月15日 日高村                  | 日高村                             | 日高村                             | 日高村                               | 日高村          |
|              | 加茂村          | 加茂村                             | 加茂村                             | （岩目地・九頭） 昭和29年10月15日 日高村 | 日高村                             | 日高村                             | 日高村                               | 日高村          |
|              | 加茂村          | 加茂村                             | 加茂村                             | 加茂村                                   | 昭和30年2月10日 入沢を日高村に編入 | 昭和30年2月10日 入沢を日高村に編入 | 日高村                               | 日高村          |
|              | 加茂村          | 加茂村                             | 加茂村                             | 加茂村                                   | 昭和30年2月10日 加茂を佐川町に編入 | 昭和30年2月10日 加茂を佐川町に編入 | 佐川町                               | 佐川町          |
|              | 佐川村          | 明治33年1月10日 町制               | 明治33年1月10日 町制               | 昭和29年3月20日 佐川町                   | 佐川町                             | 佐川町                             | 佐川町                               | 佐川町          |
|              | 斗賀野村        | 斗賀野村                           | 斗賀野村                           | 昭和29年3月20日 佐川町                   | 佐川町                             | 佐川町                             | 佐川町                               | 佐川町          |
|              | 尾川村          | 尾川村                             | 尾川村                             | 昭和29年3月20日 佐川町                   | 佐川町                             | 佐川町                             | 佐川町                               | 佐川町          |
|              | 黒岩村          | 黒岩村                             | 黒岩村                             | 昭和29年3月20日 佐川町                   | 佐川町                             | 佐川町                             | 佐川町                               | 佐川町          |
|              | 越知村          | 明治33年6月7日 町制                | 明治33年6月7日 町制                | 昭和29年3月20日 越知町                   | 越知町                             | 越知町                             | 越知町                               | 越知町          |
|              | 大桐村          | 大桐村                             | 大桐村                             | 昭和29年3月20日 越知町                   | 越知町                             | 越知町                             | 越知町                               | 越知町          |
|              | 吾川郡 横畠村   | 吾川郡 横畠村                      | 吾川郡 横畠村                      | 昭和29年3月20日 越知町                   | 越知町                             | 越知町                             | 越知町                               | 越知町          |
|              | 吾川郡 明治村   | 吾川郡 明治村                      | 吾川郡 明治村                      | 昭和29年7月20日 越知町に編入             | 越知町                             | 越知町                             | 越知町                               | 越知町          |
|              | 長者村          | 長者村                             | 長者村                             | 昭和29年7月20日 越知町に編入             | 越知町                             | 越知町                             | 越知町                               | 越知町          |
|              | 長者村          | 長者村                             | 長者村                             | 昭和29年9月1日 仁淀村                    | 仁淀村                             | 仁淀村                             | 平成17年8月1日 吾川郡 仁淀川町の一部 | 吾川郡 仁淀川町 |
|              | 別府村          | 別府村                             | 別府村                             | 昭和29年9月1日 仁淀村                    | 仁淀村                             | 仁淀村                             | 平成17年8月1日 吾川郡 仁淀川町の一部 | 吾川郡 仁淀川町 |
|              | 川内村          | 川内村                             | 川内村                             | 昭和29年3月1日 吾川郡 伊野町の一部       |                                    |                                    |                                      | 吾川郡 いの町   |

## 行政
歴代郡長
| 代 | 氏名 | 就任年月日               | 退任年月日                | 備考                   |
| -- | ---- | ------------------------ | ------------------------- | ---------------------- |
| 1  |      | 明治12年（1879年）1月4日 |                           |                        |
|    |      |                          | 大正15年（1926年）6月30日 | 郡役所廃止により、廃官 |